# Reciclatge

Símbol internacional del reciclatge

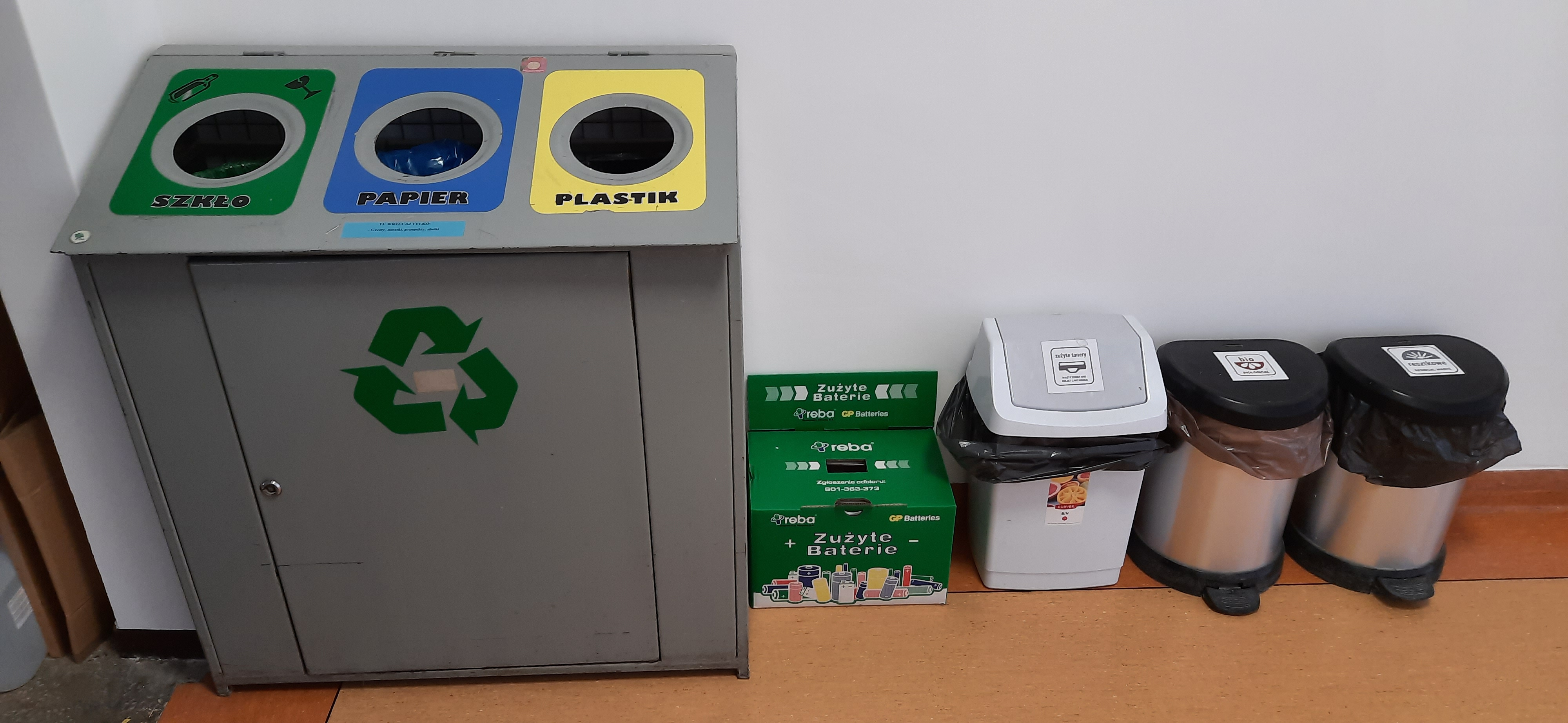
Punt de recollida selectiva a la Universitat de Tecnologia de Gdansk

El reciclatge és l'acció de processar residus de productes al final de la vida útil per a extraure'n primeres matèries secundàries. Els principals materials que acostumen a ser reciclats són els metalls, el vidre, el paper, la fusta i el plàstic però es continuen desenvolupant tecnologies per recuperar un màxim de materials i reduir la fracció que es diposita en abocadors. El reciclatge és el tercer component de la jerarquia de gestió de residus: «reduir, reutilitzar, reciclar, valoritzar i abocar».
El reciclatge contribueix a reduir l'extracció de primeres matèries, l'ús d'energia, la contaminació atmosfèrica i de l'aigua i les emissions de gasos amb efecte d'hivernacle. Fabricar, per exemple un quilo d'alumini a partir de residus necessita 95% d'energia que la producció a partir de mena. La mineria urbana o l'explotació eficient de residus com a ganga per extraure primeres matèries de qualitat esdevé un sector industrial prometedor.
El reciclatge també es refereix a l'ofici de desmuntar productes complexos per reutilitzar-ne parts reutilitzables i separar la resta en fraccions reciclables. Els productors tenen l'obligació de marcar els component per facilitar-ne el reciclatge. Al procés necessari per disposar d'aquestes parts o elements, i preparar-los per una nova utilització, es coneix com a recollida selectiva. En reciclar una tona de paper se salven disset arbres.
| Material | Estalvi energètic | Reducció de la contaminació atmosfèrica |
| -------- | ----------------- | --------------------------------------- |
| Alumini  | 95%               | 95%                                     |
| Cartó    | 24%               | 20%                                     |
| Vidre    | 5-30%             | 20%                                     |
| Paper    | 40%               | 73%                                     |
| Plàstic  | 70%               | —                                       |
| Acer     | 60%               | —                                       |

El model econòmic de la societat de consum amb productes de curta vida útil o d'obsolescència planificada, d'embalatges d'ús únic… fan créixer el volum residus de diversos tipus. A poc a poc s'ha adonat que cal una reglementació i legislació, un control efectiu, una responsabilitat estesa del productor. Els poders públics es veuen obligats a actuar, davant volums de deixalles deixats a la natura per consumidors i per empreses que destrueixen el planeta, per terra, per aire i per mar.

## Dades
A Catalunya la proporció de residus municipals recollits selectivament ha anat en augment, passant del 37,5 % l'any 2009 al 45,0 % l'any 2019.
En l'àmbit de la Unió Europea el 2017 la mitjana dels 28 estats membres era d'un 45,0 % de recollida selectiva de residus urbans. Però amb nivells molt diversos entre estats, arribant al 68 % a Alemanya i al 33 % a Espanya per exemple.

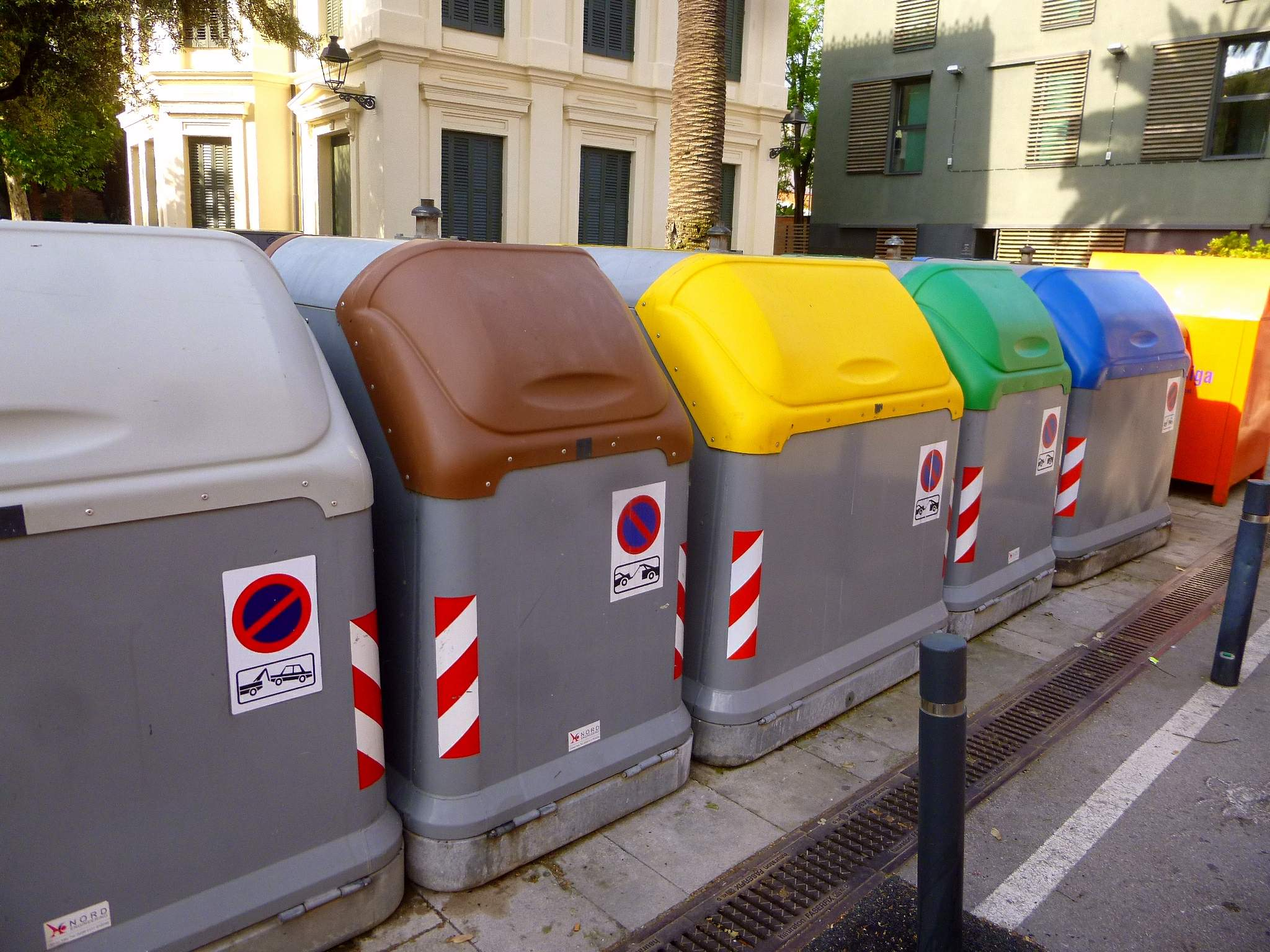
Contenidors de recollida selectiva a El Prat de Llobregat

## Recollida selectiva
Una separació dels residus en categories en facilita el reciclatge. Productes senzills (alumini, paper, vidre…) són més fàcils per reciclar que capes de diferents matèries enganxades com per exemple l'alumini, plàstic i cartró dels tetrabrics. A la Unió Europea, els productors tenen l'obligació de preveure en la concepció de productes un desmuntatge fàcil i un reciclatge senzill en fí de vida.
- Contenidor groc (envasos): envasos lleugers com els envasos de plàstics (ampolles, terrines, bosses, safates, etc.), llaunes (begudes, conserves, etc.), brics, paper d'alumini.
- Contenidor blau (paper i cartó, diaris, revistes, papers d'embolicar, propaganda, etc. És aconsellable plegar les caixes de manera que ocupin el mínim espai dins del contenidor.
- Contenidor verd clar (vidre)
- Contenidor marró (matèria orgànica)
- Contenidors de residus electrònics (RAEE) i de bateries i piles
- Contenidor de reciclatge d'olis vegetals o minerals
- Contenidor gris (rebuig): la resta de residus que no caben en els grups anteriors.

El reciclatge del plàstic no soluciona el problema de la contaminació per plàstic, sinó que el problema radica en la generació per part de les empreses.

## Les Tres erres del reciclatge

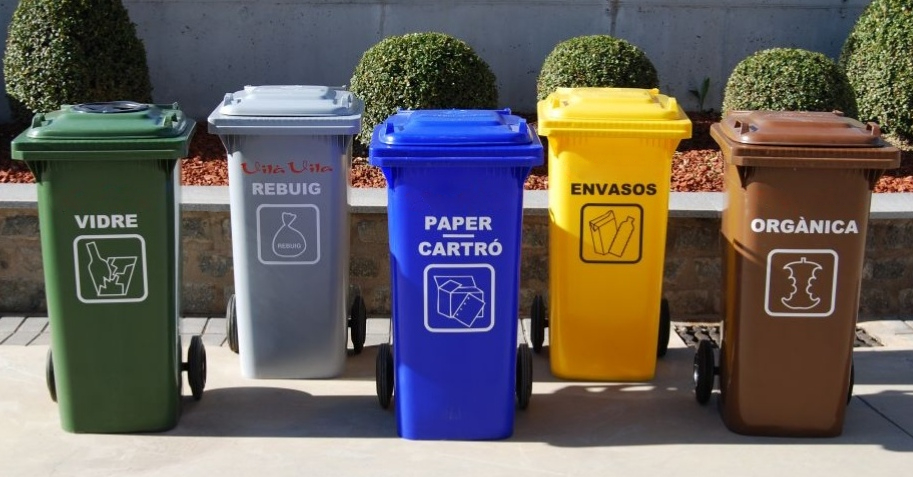
Contenidors de colors per fer el reciclatge: el vidre (al verd), el rebuig (al gris), papers i cartrons (al blau), envasos de plàstic (al groc) i restes de menjar, jardineria, orgànica (al marró).

Les "tres erres" del reciclatge són un mètode mnemotècnic per difondre fàcilment les tres recomanacions principals en aquest àmbit: reduir (l'ús o el consum de matèries no biodegradables), reutilitzar (tot allò que es pugui) i reciclar (els materials i deixalles que ho permeten).

## Història

### Orígens
La reutilització de materials ha estat una pràctica habitual durant la major part de la història de la humanitat amb defensors registrats des de Plató al segle iv aC. Durant els períodes en què els recursos eren escassos, els estudis arqueològics dels antics abocadors de residus mostren menys residus domèstics (com ara cendres, eines trencades i ceràmica), cosa que implica que es van reciclar més residus en lloc de material nou. No obstant això, els artefactes arqueològics fets de material reciclable, com el vidre o el metall, poden no ser l'objecte original ni assemblar-hi, amb la conseqüència que una antiga economia de reciclatge exitosa pot esdevenir invisible quan reciclar és sinònim de tornar a fondre en lloc de reutilitzar.

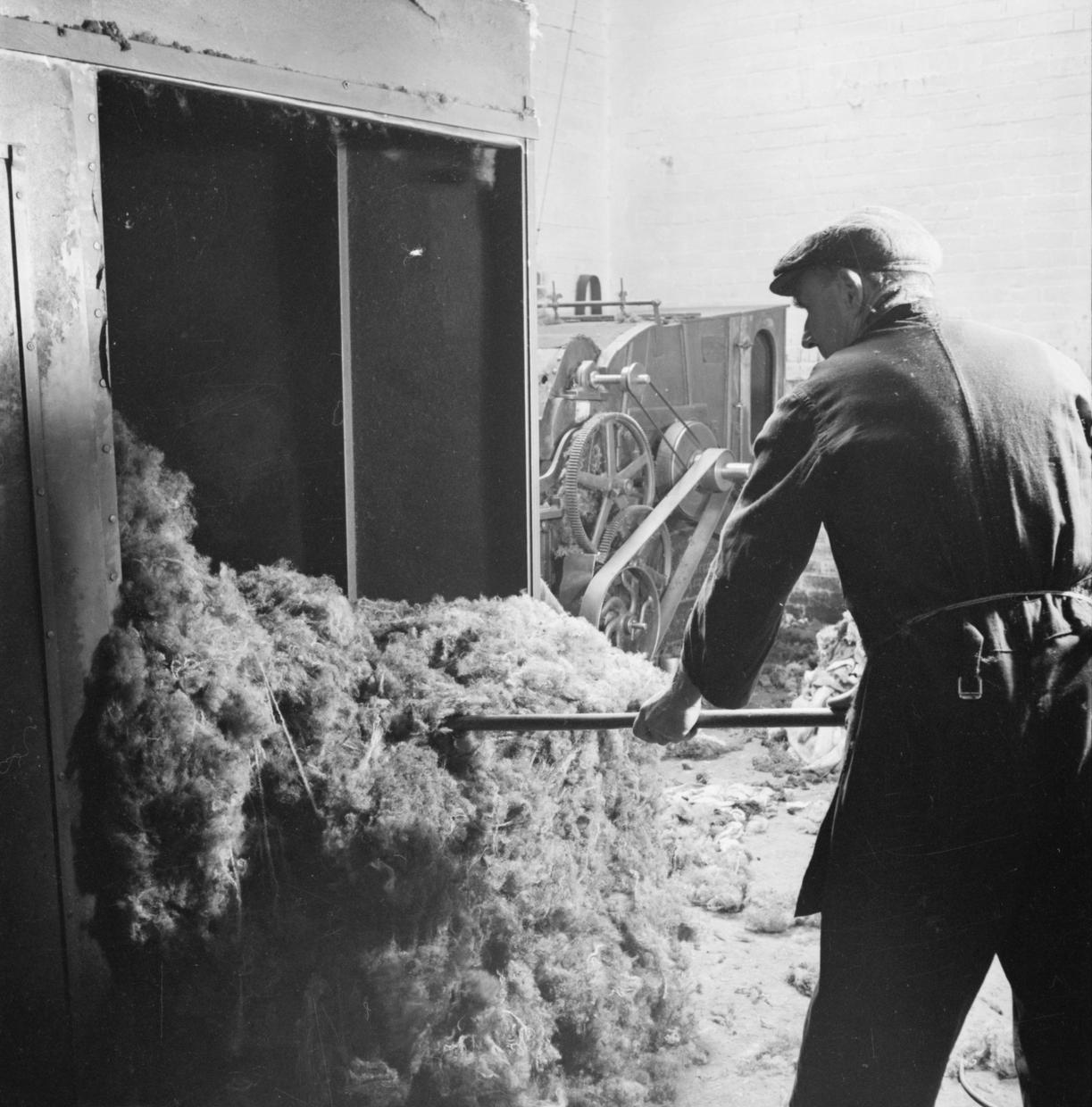
Dins d'una fàbrica britànica, un treballador tèxtil amb rasclet en 'llana reciclada' acabat de fer després de combinar-se amb llana nova per fer un drap nou

A l'època preindustrial, hi ha proves de ferralla de bronze i altres metalls que es recollia a Europa i es fonia per a una reutilització contínua. El reciclatge de paper es va registrar per primera vegada l'any 1031, quan les botigues japoneses venien paper repulsat. A la Gran Bretanya la pols i les cendres dels focs de llenya i carbó eren recollides per "polsers" i reciclat com a material base per a la fabricació de maons. Aquestes formes de reciclatge van ser impulsades per l'avantatge econòmic d'obtenir materials reciclats en comptes de material verge, i la necessitat d'eliminar els residus en zones cada cop més densament poblades. El 1813, Benjamin Law va desenvolupar el procés de convertir els draps en llana "reciclada" i "mungo" a Batley, Yorkshire, que combinava fibres reciclades amb llana verge. La indústria reciclatge de West Yorkshire a ciutats com Batley i Dewsbury va durar des de principis del segle XIX fins almenys 1914.
La industrialització va estimular la demanda de materials assequibles. A més dels draps, els metalls ferrosos de ferralla eren cobejats, ja que eren més barats d'adquirir que el mineral verge. Els ferrocarrils van comprar i vendre ferralla al segle XIX, i les creixents indústries de l'acer i l'automòbil van comprar ferralla a principis del segle xx. Molts béns secundaris eren recollits, processats i venuts pels venedors ambulants que escorcollaven els abocadors i els carrers de la ciutat per trobar maquinària descartada, olles, paelles i altres fonts de metall. A la Primera Guerra Mundial, milers d'aquests venedors ambulants vagaven pels carrers de les ciutats nord-americanes, aprofitant les forces del mercat per reciclar materials post-consum en la producció industrial.
Els fabricants d'ampolles de begudes, inclosa Schweppes, va començar a oferir dipòsits de reciclatge reemborsables a la Gran Bretanya i Irlanda al voltant de 1800. Un sistema oficial de reciclatge amb dipòsits reemborsables per a ampolles es va establir a Suècia el 1884, i per a llaunes de begudes d'alumini el 1982; va provocar taxes de reciclatge del 84 al 99%, depenent del tipus. (Les ampolles de vidre es poden omplir unes 20 vegades.)